# Boscia tomentosa
Boscia tomentosa är en kaprisväxtart som beskrevs av Tolken. Boscia tomentosa ingår i släktet Boscia och familjen kaprisväxter. Inga underarter finns listade i Catalogue of Life.